# 서한샘 (배우)
서한샘은 대한민국의 배우다.

## 방송
- 기적의 오디션 (2011) - Top30

## 공연
- 생쥐와 인간 (2010) - 홍철 역
- 몽타주 (2015) - 서정훈 역